# 8e régiment de ligne (Belgique)
Le 8e Régiment de Ligne  (en néerlandais : 8e Linie - Regiment) était une unité d'infanterie de la force terrestre des forces armées belges.

## Origines
Le régiment d'Ypres est créé par un arrêté du régent le 16 octobre 1830 à partir du 16de afdeling de l'armée néerlandaise. Le 25 novembre 1830, il est renommé en 8e régiment de ligne.
Durant la campagne des 10 jours, du 2 au 12 août 1831, il est placé en alerte le long de la frontière belgo-néerlandaise en face de la province de Zélande.

## Première Guerre mondiale
Mis sur pied de guerre le 29 juillet 1914, le régiment est dédoublé pour donner naissance au 28e régiment de ligne et fait partie de la 8e brigade mixte de la 4e division d'armée.
Se trouvant à Laeken le 3 août 1914, jour de la déclaration de guerre, il est envoyé sur Namur par train et participera à la défense de la position fortifiée dans un secteur compris entre la Meuse au sud et Cognelée au nord. Il bat en retraite dans la nuit du 23 août vers Givet, puis Philipeville, Couvin, Liart et finalement Hirson où le régiment prend le train pour Rouen. Le 2 septembre, il prend la mer au Havre pour débarquer à Ostende le lendemain. Il est placé en réserve à Kontich puis fin septembre participe aux opérations autour du fort de Waelhem et de Termonde. À la suite de pertes importantes, le 28e de ligne est fusionné au 8e de ligne pour reformer un régiment à trois bataillons.
Le 9 octobre, le régiment se retire derrière l'Yser. Le 1er bataillon participe à une contre-attaque, conjointement au 1er bataillon du 13e de ligne et soutenus par 2 batteries du 4e régiment d'artillerie, pour reprendre le village de Keyem le 18 octobre dans la nuit. Le village sera repris au prix de lourdes pertes (381 hommes sur 816) et sera de nouveau aux mains allemandes le 19 en fin de journée.
Du 21 au 25 octobre, il participe à la défense de la boucle de Tervate.
Pendant la stabilisation du front sur l'Yser, il occupe successivement les secteurs de Nieuport, Ramscapelle, Dixmude, Boesinghe, Merkem, Elverdinge et Nieuwkapelle.
Il participe à la bataille des crêtes des Flandres qui débute le 28 septembre 1918.
Le 11 novembre, il se trouve à Beervelde, prêt à reprendre Gand.
Le régiment défile le 3 décembre à Aix-la-Chapelle accompagné du 18e régiment de ligne (régiment qui fut formé le 26 décembre 1916 à partir des 3e et 4e bataillons du 8e de ligne et de la 4e compagnie du 3e bataillon du 14e de ligne).

## Seconde Guerre mondiale
Le régiment est mobilisé le 25 août 1939 à Turnhout et fait partie de la 9e division d'infanterie.
Le 10 mai 1940 peu après minuit, le régiment est placé en état d'alerte. L'état-major et le 1er bataillon occupent à ce moment une position à Olen même près du canal Albert et les 2e et 3e bataillons sont quant à eux cantonné à Mandewijk. Le régiment prend position sur la berge sud entre 4h00 et 5h00 du matin avec à sa droite le 17e de ligne et à sa gauche le 16e de ligne.
Le 11 mai, les unités au nord du canal de liaison Meuse-Escaut se replient après avoir effectué les destructions planifiées. Les ponts situés dans le sous-secteur du régiment sont détruits une fois que ces unités eurent traversé le canal Albert.
Dans la nuit du 11 au 12 mai, vers 00h10, l'état-major est averti que des parachutistes allemands ont atterri à Noorderwijk.
Le 13 mai, les premières infiltrations de troupes allemandes entre le canal Albert et le canal de liaison Meuse-Escaut sont signalées. Les pelotons de reconnaissance réintègrent les lignes. À 16h00, le régiment reçoit l'ordre de se replier immédiatement sur Koningshooikt avant l'arrivée des Allemands dans leur secteur.
Le déploiement des troupes belges sur la ligne KW est alors plus ou moins complet. Le 2e corps d'armée, composé des 6e et 11e division est positionné entre Lier et Rijmenam. La 9e division est quant à elle placée en réserve.
Le 14 mai, le régiment arrive à Walem pour prendre position sur la ligne KW.
Le 15 mai, vers 05h00, une patrouille  de reconnaissance est envoyée vers Koningshooikt. Elle revient vers 11h55 après avoir localisé les Allemands dans la périphérie du village. À midi, le régiment reçoit l'ordre d'occuper la tête de pont de Malines. Le 1er bataillon prend position à l'ouest du chemin de fer Bruxelles-Anvers. Le 2e bataillon se place sur le chemin de fer à hauteur du fort de Walem. À 21h00, le 3e bataillon arrive sur ses positions que sont l'ancien pont sur le Rupel à Boom.
Le 16 mai, vers 14h00, une escarmouche a lieu à Walem. À 17h00, le régiment reçoit l'ordre de partir rapidement vers Willebroeck, le long de la route Bruxelles-Anvers.
Le 17, à 0h00, le régiment est chargé dans des autobus et part pour Asper. Il arrive vers 09h00. La troupe bivouaque dans des fermes et est ravitaillée par les habitants. Le charroi quant à lui arrivera plus tard par le même chemin mais en 3 étapes.
Le 18 mai à 11 h 00, reçoit de nouvelles positions : le 1er bataillon une position de seconde ligne à l'ouest de l'Escaut sur un front de 2 km ; le 2e bataillon une position sur le flanc sud de la tête de pont de Gand à hauteur de Eke (les 5e et 7e compagnies sont placées en première ligne et la 6e en seconde); et le 3e bataillon au pont de Gavere en contact avec le 17e régiment de ligne.
Le 19 mai est mis à profit pour renforcer les positions. À 17h00, le peloton Mertens du 1er bataillon est divisé en 4 groupes de combats et est placé en soutien du 16e de ligne sur la rive est de l'Escaut à hauteur de Gavere.
À 18 h 00, le 2e bataillon entre en contact avec le flanc gauche des Chasseurs ardennais. Cette unité occupe Eke dans un coude de l'Escaut.
Le 20 mai, le pont de Gavere est dynamité. À 13 h 45, l'unité entre en contact avec des motards ennemis. Le peloton Mertens reçoit l'ordre de battre en retraite sur la rive ouest de l'Escaut. À 17 h 00, des patrouilles belges rapportent que les Allemands sont à Semmerzake et Bavegem. À 19 h 30, une patrouille est prise sous le feu ennemi à hauteur de Vurste-Ten Ede et Mont-Saint-Amand. Les ponts sur l'Escaut sont détruits. À 20 h 45, le 1er bataillon est alarmé de mouvements ennemis sur son flanc droit. À 22 h 00, il est découvert que l'ennemi avait en fait déjà traversé l'Escaut dans la courbe de Zingem vers 18h30. À 22h40, le pont sur le Moerbeek est détruit.
Le 21 mai, à 02h40, le 1er bataillon envoie des patrouilles à la recherche de la 10e compagnie. Ces patrouilles se heurtent aux Allemands. À 9h00, une nouvelle patrouille est envoyée, parvient à traverser l'Escaut à Gavere et est de retour vers 13h00.
À 21h00, des chars allemands sont signalés par les avant-postes. À 22 h 55, la 11e compagnie doit se retirer à la suite de l'attaque d'environ 15 véhicules blindés. L'artillerie belge les prend sous le feu et bombarde dans le même temps Gavere.
À 23h30, le 2e bataillon est mis en alerte, les Allemands attaquent des positions voisines et des explosions et des incendies sont signalés près de Vurste et Gavere.
Le 22 mai à 5h35, l'état-major ordonne de préparer le repli. À 20h00, l'ordre de repli est exécuté via Nazareth - Astende et Deinze (où la Lys est traversée) sauf pour le 2e bataillon qui ne le fera qu'à 22h00.
Le 23 mai à 9h00, la troupe arrive après une marche éprouvante à Tielt et est logée dans des maisons et écoles dans la rue menant à la Grand'Place. À 14h30, un bombardement de Stuka fait 13 morts et 25 blessés.
Le 24 mai à 03h00, le régiment reçoit de nouveau un ordre de préparation au repli. À 4h30, le 1er bataillon occupe le kilomètre 2,5 de la route Ginste - Dentergem. Le second bataillon quant à lui quitte Tielt à 5h30 et s'installe à Dentergem à 8h30, subissant sur le chemin des bombardements aériens sans gravité. Les 1er et 2e bataillons battent en retraite vers 18h45. Le 3e bataillon suivra vers 22h30.
Le 25 mai, à 00h20, le 2e bataillon est chargé d'occuper Meulebeke. Il y arrive à 6h00 et reçoit vers 10h00 un nouvel ordre, le déploiement sur le canal de Roulers. Le 3e bataillon quant à lui doit se poster directement sur 3 km le long du canal de Roulers, ce qu'il fera à 8h20. Les 9e et 10e compagnies gardent le pont de Kachtem soutenues par la 11e compagnie placée en seconde ligne. À sa droite se trouve le 2e bataillon du régiment et à sa gauche le 1er bataillon du 16e régiment de ligne.
Le 1er bataillon du 8e de ligne est scindé en 2 groupes : 
- La 1re compagnie soutenue par un peloton de mitrailleuses des 4e et 13e compagnies est posté dans les bois d'Ingelmunster.
- Les 2e et 3e compagnies aidées de 2 pelotons de mitrailleurs de la 4e compagnie et un canon de 47 mm de la 13e compagnie est envoyée en soutien du 3e bataillon du 16e de ligne. La 3e compagnie sera chargée la nuit du 25 au 26 de reprendre un pont tombé à l'ennemi, mais 2 des 3 pelotons seront décimés et le 3e devra battre en retraite 600 m avant ce pont.

Le 26 mai, dans la matinée, le régiment subit le feu ennemi. À 11h00, les 5e et 7e compagnies se rassemblent dans les bois d'Ingelmunster.
À 11h30 la 11e compagnie est chargé de fortifier ses positions au nord-ouest des bois d'Ingelmunster.
Le 2e bataillon tente sous les bombardements et les frappes aériennes incessants de prendre de nouvelles positions sur le chemin de fer Ingelmunster Meulebeke. Le bataillon est, par après, placé sous le commandement du 16e régiment de ligne.
À 16h00, le 1er bataillon reçoit l'ordre de se déplacer, à 18h00 il subit le feu ennemi et à 22h00 est placé sous les ordres du 3e bataillon du 16e de ligne. Entretemps, les Allemands sont arrivés dans les faubourgs d'Ingelmunster et ont à subir le feu des Belges.
Le 27 mai, à 08h30, la 1re compagnie est attaquée. À 10h00, elle tient toujours sa position malgré les tirs de canons et mortiers. À 11h00, elle finit par demander des renforts. Les Allemands tentent d'infiltrer les lignes mais sont repoussés par les tirs de mitrailleuses. À 11h10, le 2e bataillon du 42e régiment de ligne arrive en soutien. Son déploiement se fait sous le feu nourri de l'artillerie ennemie et il finit par se retirer à 11h30 vers le nord en abandonnant son matériel. À 12h30, la 1re compagnie finit elle aussi par se retirer dans le bois d'Ardooie.
Sur le front occupé par le 2e bataillon, les 5e et 7e compagnie tiennent leurs positions sans trop de difficulté. Vers 7h00, une attaque surprise est lancée sur les positions des 9e et 11e compagnies. Ces positions sont tenues au prix de plusieurs victimes. Cette attaque se termine par un combat de maison en maison mais les Allemands sont repoussés temporairement. Ils lancent une seconde attaque plus puissante et parviennent alors à occuper la rue principale. La 9e compagnie perd 1 officier et 14 soldats dans des combats au corps-à-corps et la 11e 1 officier et 6 hommes. Les Allemands tentent de poursuivre leur avancée vers Ardooie, mais sont repoussés vers le sud par une contre-attaque qui parvient même à capturer une batterie allemande. Le reste de l'unité se retire à 13h00 en direction de Torhout puis à 23h00 vers Ostende.
Le 28 mai, les restes du régiment apprennent sur leur chemin vers Ostende, la capitulation. Le régiment est de facto dissous.

## Après-Guerre
En 1946, le 3e bataillon de la 3e Brigade d'infanterie Rumbeke hérita des traditions et devint le 8e bataillon de ligne. À partir de 1976, il forme l'unité antichar de la 1re brigade de l'infanterie blindée.
Le dernier chef de corps d'active, en 1955-1956 était le Lt-Col. Robert SUNOU à Spich.

## Drapeau
Il porte les inscriptions suivantes : 
- Campagne 1914-1918,
- Yser,
- Eessen,
- Kortemark,
- Tervate,
- Namur,
- Termonde

De la dissolution de l'unité à 1975, il était sous la garde du Centre de formation n°3

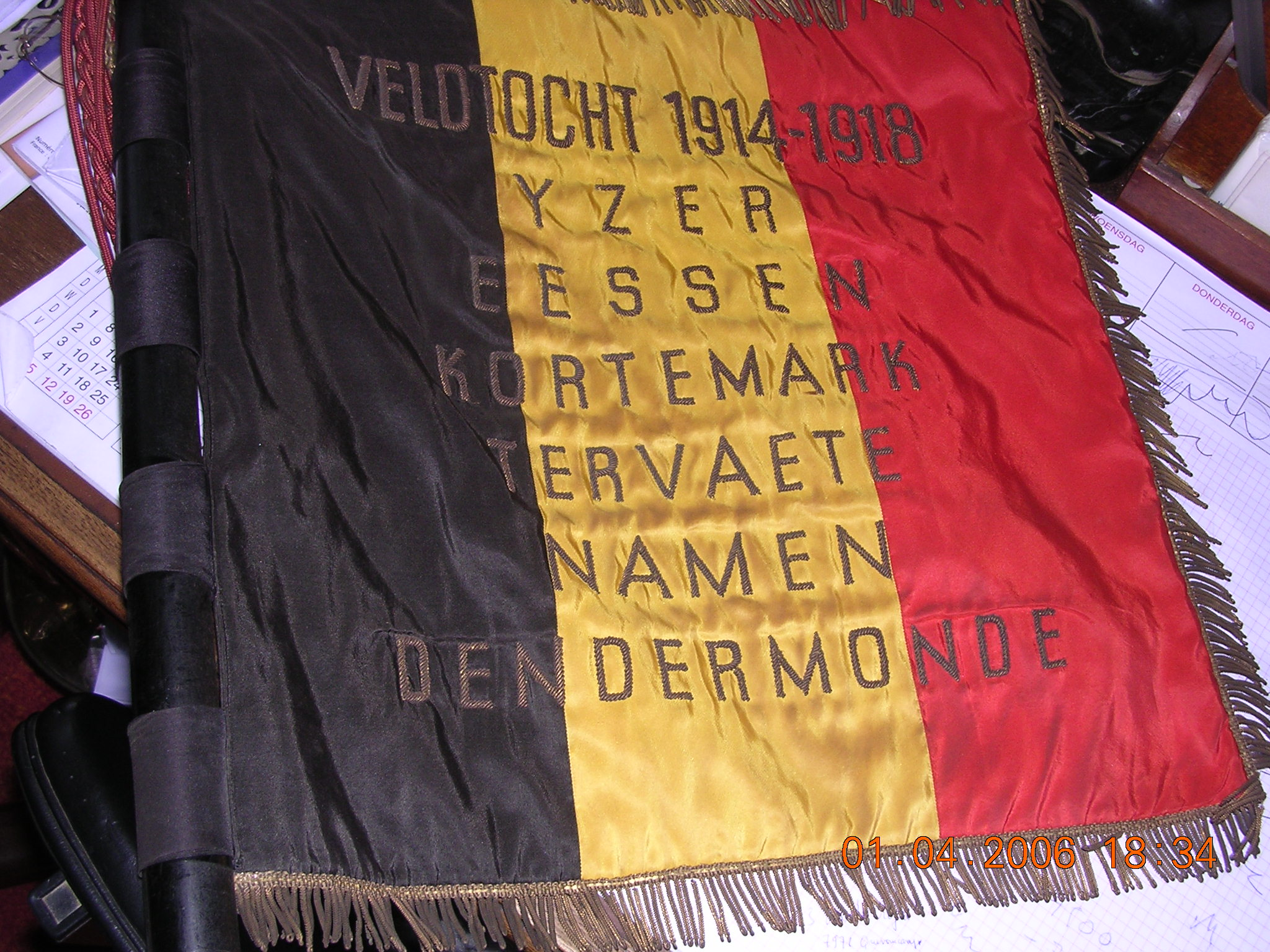

## Organisation

### Le 10 mai 1940
- 1 compagnie de commandement;
- 1 compagnie médicale
- 1 peloton d'éclaireurs
- 3 bataillons divisés en :
  - 3 compagnies de fusiliers
  - 1 compagnie de mitrailleurs
- 1 bataillon divisé en :
  - 1 compagnie de mitrailleurs (13e)
  - 1 compagnie anti-chars (14e)
  - 1 compagnie de mortier (15e)

## Hommage
- Une rue de Meulebeke s'appelle la Achtste Linielaan.

## Sources
- (nl) Site sur les différents régiment belges entre 1830 et 1914
- (nl) Site sur l'armée belge en 1940
- (nl) Description des opérations de la 4e division d'armée
- (nl) Commandant Luc Lecleir; Belgische Krijgsmacht - Emblemen en eervolle vermeldingen van de Eenheden, Bruxelles, 1972
- Hermanne, Voilà les 8e, 28e de Ligne et 8e de Forteresse pendant la guerre 1914-1918, Wellens-pay, Bruxelles, 1937
- Royaux R., Historique des 8-16-38-58 Régiments de Ligne 1939-1940, Bruxelles, HRG Evere